# دير القديس يوحنا في البرية
دير القديس يوحنا في البرية هو دير كاثوليكي بنى بجوار نبع على منحدر مشجر شمال إيفن سابير مباشرة، وعبر الوادي من صطاف. وتقع على مسافة قصيرة من عين كارم، مسقط رأس القديس يوحنا المعمدان التقليدي، وجنوب القدس، إسرائيل. وتعرف أيضًا باسم القديس يوحنا في الصحراء أو صحراء القديس يوحنا. الدير ملك لحراسة الأراضي المقدسة الفرنسيسكانية.

## دلالة

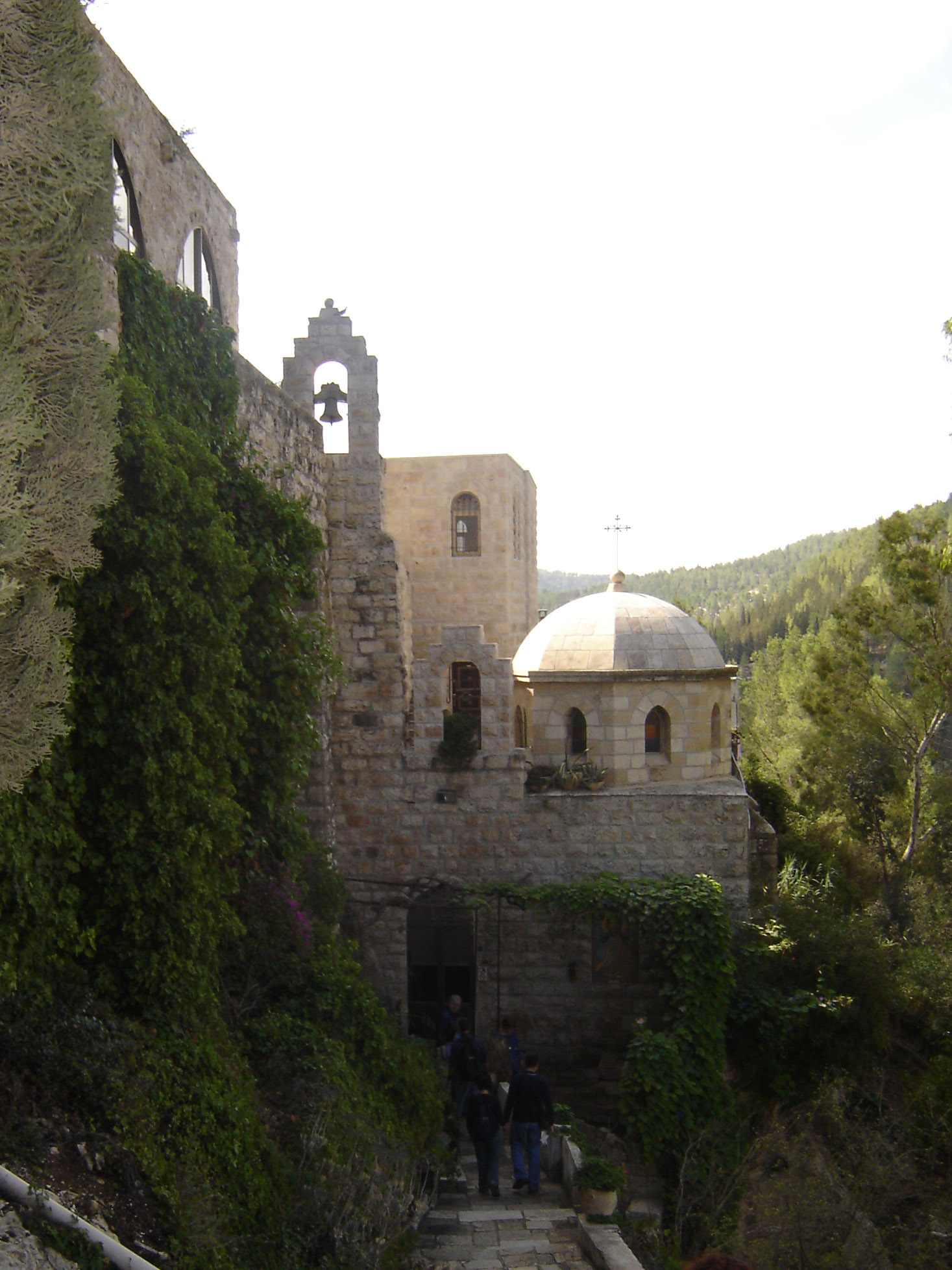
الدير

يحيي الدير ذكرى "البرية" التي عاش فيها القديس يوحنا المعمدان طفلاً يتيماً وطوال السنوات التي أعدته للخدمة العامة. وفقا للتقليد، ولد يوحنا على بعد حوالي 3 كيلومترات في عين كارم، ويخبرنا لوقا أن يوحنا "كان ينمو ويتقوى بالروح، وعاش في البرية حتى ظهر لإسرائيل علانية".

## وصف
يحتوي الدير على كنيسة مبنية بجوار المغارة التي يقال إن القديس يوحنا عاش فيها، والتي تُستخدم الآن كمصلى. ويحتوي الدير أيضًا على العين المعروفة بالعربية بعين الحابس، وضريح إليزابيث والدة القديس يوحنا.

## تاريخ
وفي العصر المملوكي كانت الكنيسة في أيدي الجورجيين.
دفع الفرنسيسكان للجورجيين إيجار المبنى والحديقة المجاورة.
قام الجورجيون بمحاولة أخيرة لاستعادة الدير بالطرق القانونية عام 1596.
صمم الدير الحالي وكنيسته من قبل المهندس المعماري الإيطالي أنطونيو بارلوتسي وافتتحهما عام 1922.

## روابط خارجية
- على الموقع الإلكتروني لحراسة الأراضي المقدسة الفرنسيسكانية.